# Aleksander Kunicki (prawnik)
Aleksander Kunicki (ur. 27 lutego 1908 w Międzyborzu, zm. 24 czerwca 1984 w Lublinie) – polski prawnik, profesor nauk prawnych, nauczyciel akademicki Katolickiego Uniwersytetu Lubelskiego, Uniwersytetu Marii Curie-Skłodowskiej w Lublinie i Uniwersytetu Mikołaja Kopernika w Toruniu, specjalista w zakresie prawa cywilnego, w latach 1965–1967 dziekan Wydziału Prawa i Administracji Uniwersytetu Mikołaja Kopernika w Toruniu.

## Życiorys
Egzamin maturalny zdał w gimnazjum w Chełmie w 1929. W 1933 ukończył studia prawnicze na Wydziale Prawa Katolickiego Uniwersytetu Lubelskiego i rozpoczął pracę jako młodszy asystent, a od 1937 starszy asystent na macierzystej uczelni w Katedrze Prawa Cywilnego. Równocześnie z pracą naukową odbył aplikację sądową. W 1937 został asesorem sądowym przy Sądzie Apelacyjnym w Lublinie. W 1939 obronił na KUL pracę doktorską Umowne prawo odstąpienia napisaną pod kierunkiem Romana Longchamps de Bériera, tytuł doktora otrzymał formalnie w 1944. 
Podczas II wojny światowej przebywał w Lublinie, żył z udzielania korepetycji, od 1942 pracował jako adwokat. Był trzykrotnie aresztowany przez Niemców. W 1941 przygotował rozprawę habilitacyjną Actio dominii w procesie posesoryjnym, jednak tekst pracy spłonął w związku z wojną. 
Od 1944 pracował na Katolickim Uniwersytecie Lubelskim, początkowo jako wykładowca, następnie zastępca profesora, pracę naukową łączył z wykonywaniem zawodu adwokata. W 1946 przedstawił na Uniwersytecie Poznańskim pracę habilitacyjną Stanowisko osoby trzeciej w wypadku zawarcia umowy z art. 92 Kodeksu Zobowiązań, jednak władze państwowe odmówiły nadania mu stopnia doktora habilitowanego. W latach 1946–1950 wykładał podstawy prawa na Wydziale Filozofii Chrześcijańskiej KUL, w latach 1948–1950 by prodziekanem Wydziału Prawa i Nauk Społecznych KUL, równocześnie w latach 1948–1950 pracował jako profesor kontraktowy i kierownik Katedry Prawa Cywilnego na UMK w Toruniu. W 1952 był dziekanem Wydziału Prawa Katolickiego Uniwersytetu Lubelskiego.
W 1960 uzyskał na Wydziale Prawa i Administracji Uniwersytetu im. Adama Mickiewicza w Poznaniu stopień doktora habilitowanego na podstawie pracy Umowa o świadczenie na rzecz osoby trzeciej. W 1961 zaprzestał wykonywania zawodu adwokata i od tego samego roku pracował jako docent na Wydziale Prawa i Administracji Uniwersytetu Mikołaja Kopernika w Toruniu. W latach 1962–1965 był prodziekanem, w latach 1965–1967 dziekanem tego wydziału. W kwietniu 1967 otrzymał tytuł profesora nadzwyczajnego. W październiku 1967 został kierownikiem Katedry Prawa Cywilnego Wydziału Prawa i Administracji Uniwersytetu Marii Curie-Skłodowskiej w Lublinie, zastępując zmarłego Aleksandra Woltera. Od 1970 kierował Zakładem Prawa Cywilnego i Postępowania Cywilnego w Instytucie Prawa Cywilnego UMCS. W 1973 otrzymał tytuł profesora zwyczajnego. W 1978 przeszedł na emeryturę

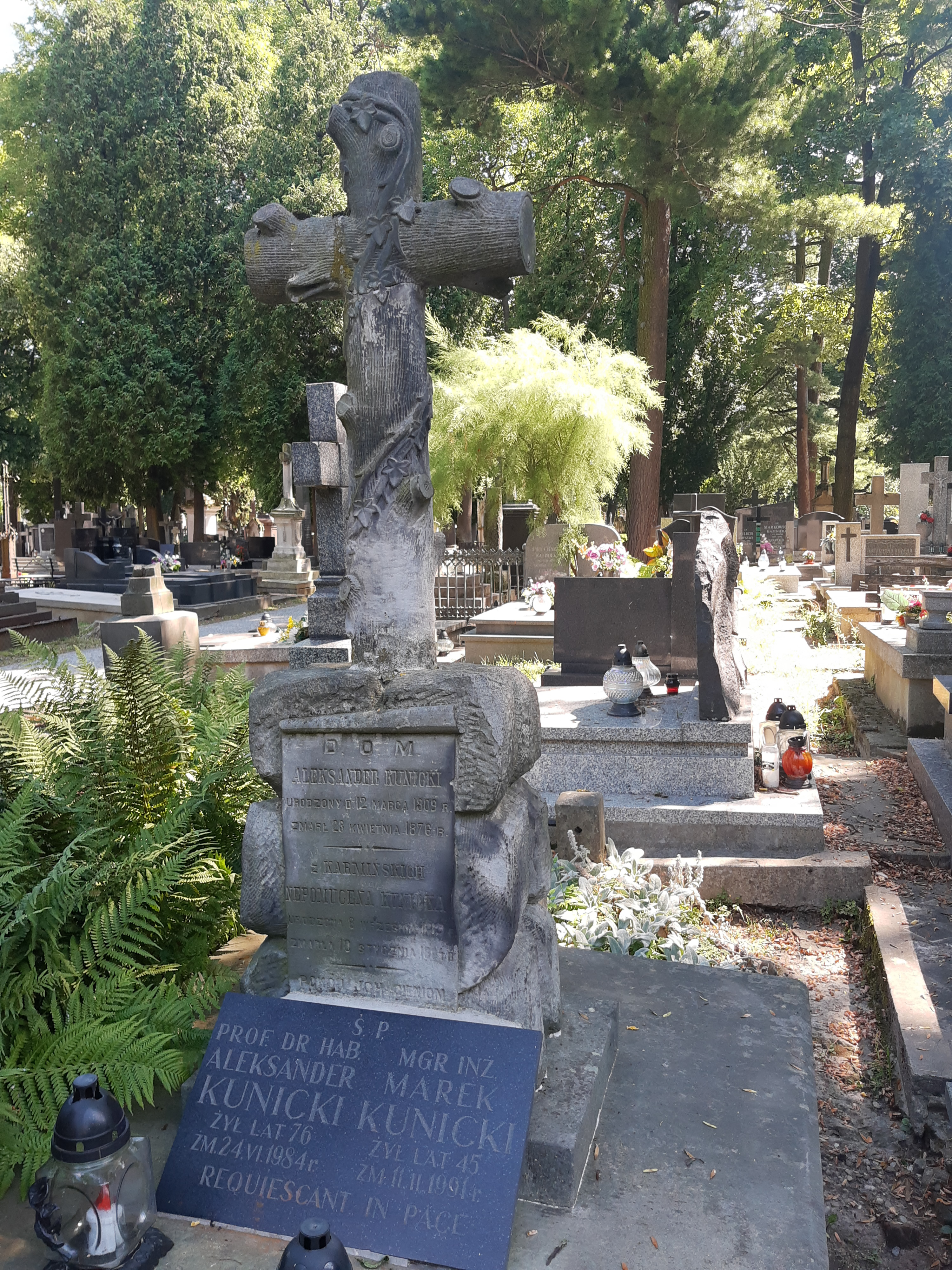
Grób prof. Aleksandra Kunickiego na cmentarzu przy Lipowej